# Zosterops minutus
El anteojitos menudo (Zosterops minutus) es una especie de ave paseriforme de la familia Zosteropidae endémica de la isla de Lifou, en el archipiélago de Nueva Caledonia.